# Рио Бранко (микрорегион)
Микрорегион Рио Бранко е един от микрорегионите на бразилския щат Акри, част от мезорегион Вали до Акри. Той е най-населеният микрорегион на щата, с население от 386.868 жители.
Разделен е на седем общини (градове) — Акриландия, Бужари, Капишаба, Пласидо ди Кастро, Рио Бранко, Сенадор Гиомард и Порто Акри, бидейки Рио Бранко столица на щата, най-населеният и с най-висок БВП в микрорегиона.
Общините в микрорегиона имат средно ниво по Индекса на човешкото развитие, бидейки столицата Рио Бранко общиината с най-висок ИЧР в микрорегиона. Населението му е 417 780 жители, според преброяването от 2010 г. проведено от Бразилския институт по география и статистика. С изключение на Рио Бранко, населението на общините в микрорегиона не надвишава 50-те хил. души.

## Общини (градове)
| Община            | Площ     | Население (2010) | Гъстота на населението | БВП (2008)    | БВП на глава (2005) | ИЧР (2000)   | Коефициент на Джини (2003) |
| ----------------- | -------- | ---------------- | ---------------------- | ------------- | ------------------- | ------------ | -------------------------- |
| Акриландия        | 1574,550 | 12 538           | 6,94                   | 146 062,317   | 12 185,06           | 0,680 среден | 0,45                       |
| Бужари            | 3467,681 | 8471             | 2,79                   | 106 109,331   | 15 731,55           | 0,639 среден | 0,43                       |
| Капишаба          | 1731,412 | 8798             | 5,17                   | 82 533,209    | 9276,52             | 0,607 среден | 0,39                       |
| Пласидо ди Кастро | 2047,455 | 17 209           | 8,86                   | 179 697,044   | 10 027,18           | 0,683 среден | 0,44                       |
| Порто Акри        | 2984,643 | 14 880           | 5,71                   | 142 834,426   | 9982,14             | 0,663 среден | 0,41                       |
| Рио Бранко        | 9222,58  | 336 038          | 38,03                  | 3 549 305,681 | 11 776,14           | 0,754 среден | 0,52                       |
| Сенадор Гиомард   | 1897,294 | 20 179           | 8,69                   | 209 831,971   | 10 757,30           | 0,701 среден | 0,46                       |